# Macropsobrycon
Macropsobrycon är ett släkte av fiskar. Macropsobrycon ingår i familjen Characidae.
Kladogram enligt Catalogue of Life:
| Macropsobrycon | \| \| Macropsobrycon uruguayanae \| \| \| \| \| \| Macropsobrycon xinguensis \| \| \| \| |
|                | \| \| Macropsobrycon uruguayanae \| \| \| \| \| \| Macropsobrycon xinguensis \| \| \| \| |
|                | Macropsobrycon uruguayanae                                                               |
|                |                                                                                          |
|                | Macropsobrycon xinguensis                                                                |
|                |                                                                                          |